# Roy Eefting
Roy Eefting (ur. 4 września 1989 w Harderwijk) – holenderski kolarz torowy i szosowy, trzykrotny medalista mistrzostw świata.

## Kariera
Pierwszy medal w karierze zdobył w 2011 roku, zajmując drugie miejsce w omnium na torowych mistrzostwach Europy U-23. Na rozgrywanych dwa lata później torowych mistrzostwach Europy w Apeldoorn zdobył brązowy medal w drużynowym wyścigu na dochodzenie. Następnie zdobył srebrny medal w scratchu na mistrzostwach świata w Pruszkowie. W zawodach tych rozdzielił Australijczyka Sama Welsforda i Thomasa Sextona z Nowej Zelandii. W tej samej konkurencji był też trzeci podczas mistrzostw świata w Yvelines w 2022 roku, gdzie lepsi byli tylko Kanadyjczyk Dylan Bibic i Kazushige Kuboki z Japonii. W międzyczasie zdobył również brązowy medal w wyścigu punktowym na mistrzostwach świata w Berlinie w 2020 roku. Uplasował się tam za Corbinem Strongiem z Nowej Zelandii i Hiszpanem Sebastiánem Morą.